# Resistencia Nacional Mozambiqueña
La Resistencia Nacional Mozambiqueña (en portugués Resistência Nacional Moçambicana), más conocida por su acrónimo RENAMO, es un partido político mozambiqueño de tendencia derechista, antiguamente una organización guerrillera. Inicialmente patrocinada por la Organización Central de Inteligencia de Rodesia (hoy Zimbabue), fue fundada a finales de 1975 como una reacción anticomunista contra el gobierno unipartidista del Frente de Liberación de Mozambique (FRELIMO), desatando la guerra civil mozambiqueña, que duró más de quince años.
Inicialmente liderado por André Matsangaissa, antiguo alto funcionario del brazo armado de FRELIMO, el movimiento tuvo sus raíces en un conjunto de grupos disidentes anti-FRELIMO que surgieron inmediatamente antes y poco después de la independencia mozambiqueña, así como los intentos de los regímenes racistas de Sudáfrica y Rodesia de alentar a estos conflictos de intereses. Está claro que las filas de la RENAMO fueron reforzadas por los exiliados políticos de Mozambique que realmente se oponían, en principio, al FRELIMO, y otros que fueron reclutados por la fuerza. El 4 de octubre de 1992 se firmaron los Acuerdos Generales de Paz de Roma, poniendo fin a la guerra civil.
Los críticos de RENAMO frecuentemente denunciaron al movimiento como un "ejército sustituto" de Rodesia y, más tarde, del gobierno del apartheid de Sudáfrica. Se ha teorizado que la RENAMO se formó con el único propósito de combatir el apoyo mozambiqueño a los insurgentes de Rodesia. Por otro lado, RENAMO también fue un reflejo de la desaparición de la mayor parte del apoyo al FRELIMO por su orientación marxista, y la pérdida de popularidad del gobierno de partido único tras la independencia. Después de la guerra ha sido responsable de promover la reforma constitucional, así como un fuerte sector privado nacional.
Desde 1979, durante la guerra civil, hasta 2018, el partido fue liderado por Afonso Dhlakama, que se mantuvo como líder tras el fin del conflicto y se presentó como candidato a presidente de la RENAMO en todas las elecciones hasta 2014, quedando siempre en segundo lugar. Dhlakama se mostró receloso con respecto a sus derrotas electorales, cuando no las desreconoció abiertamente, y realizó diversas amenazas directas contra el gobierno del FRELIMO sobre retornar a la RENAMO a la actividad armada si no se cumplían sus demandas políticas. El partido volvió a declararse en insurrección directa entre 2013 y 2017, pero Dhlakama anunció un alto al fuego. El repentino fallecimiento de Dhlakama pocos meses después, en mayo de 2018, dejó a la RENAMO en una grave crisis interna. Su nuevo líder tras la muerte de Dhlakama, Ossufo Momade, se ocultó en junio de 2018. Después de un resurgimiento importante del partido en las elecciones municipales de octubre de ese año, las negociaciones finalmente condujeron a un nuevo acuerdo de paz, que se firmó tan solo dos meses antes de las elecciones generales de 2019. Tras ser elegido formalmente presidente del partido, Momade fue proclamado candidato presidencial.

## Resultados electorales

### Elecciones presidenciales
|  | 33.73 % |

|  | 47.71 % |

|  | 31.74 % |

|  | 16.41 % |

|  | 36.61 % |

|  | 21.48 % |

|  | 6.62 % |

### Elecciones parlamentarias
|  | 37.78 % |

|  | 38.81 % |

|  | 29.73 % |

|  | 17.69 % |

|  | 32.95 % |

|  | 22.28 % |

|  | 8.11 % |

### Elecciones municipales
|  | 0.00 % |

|  | 27.43 % |

|  | 17.20 % |

|  | 0.00 % |

|  | 38.90 % |